# Francesco Maria Bourbon del Monte Santa Maria
Francesco Maria Bourbon del Monte Santa Maria (5 de julho de 1549 - 27 de agosto de 1627) foi um cardeal italiano, decano do Colégio dos Cardeais nos últimos quatro anos de vida.

## Biografia
Filho do Marquês Ranieri Bourbon del Monte, primeiro conde de Monte Baroccio e Pianosa Minerva. Da linha San Faustino da família, é um descendente distante da família real francesa de Bourbon. Ainda jovem, tira o doutorado em leis.
Foi a Roma, quando ainda era muito jovem e tornou-se auditor do cardeal Alessandro Sforza. Admitido no tribunal do cardeal Ferdinando de' Medici. Referendário dos Tribunais da Assinatura Apostólica da Justiça e da Graça, em 1580 e mais tarde torna-se relator deste tribunal. Passou a servir o grão-duque da Toscana, o ex-cardeal Ferdinando de' Medici.

## Cardinalato
Em 14 de dezembro de 1588, foi criado cardeal pelo Papa Sisto V, recebendo o barrete cardinalício e o título de cardeal-diácono de Santa Maria em Domnica em 5 de janeiro de 1589. Passou para a ordem dos cardeais-presbíteros e o título de Santos Ciriaco e Julita, em 5 de abril de 1591 e, em 14 de fevereiro de 1592, para o título de Santa Maria em Ara Coeli.
Foi Prefeito da Sagrada Congregação do Conselho Tridentino de 1606 até 1616. Passou para o título de Santa Maria em Trastevere, em 24 de janeiro de 1611, e em 4 de junho de 1612, passou para o título de São Lourenço em Lucina. Tornou-se regente do marquesado de Santa Maria, em 14 de junho de 1615.
Passou para a ordem dos cardeais-bispos e para a sé suburbicária de Palestrina em 16 de setembro de 1615. Foi consagrado em 7 de dezembro, na Capela Sistina, em Roma, pelo Papa Paulo V, assistido pelo cardeal Evangelista Palotti e pelo Cardeal Benedetto Giustiniani. Em 1616, torna-se Prefeito da Sagrada Congregação dos Ritos.
No conclave de 1621, chegou a ter o nome cogitado como papabile, mas a Espanha se opôs ao seu nome. Passou para a sé suburbicária de Porto e Santa Rufina, em 29 de março de 1621.
Em 1623, torna-se Deão do Colégio dos Cardeais e cardeal-bispo de Óstia-Velletri.

## Conclaves
- Conclave de setembro de 1590 - participou da eleição do Papa Urbano VII.
- Conclave do outono de 1590 - participou da eleição do Papa Gregório XIV.
- Conclave de 1591 - participou da eleição do Papa Inocêncio IX.
- Conclave de 1592 - participou da eleição do Papa Clemente VIII.
- Conclave de março de 1605 - participou da eleição do Papa Leão XI.
- Conclave de maio de 1605 - participou da eleição do Papa Paulo V.
- Conclave de 1621 - participou da eleição do Papa Gregório XV.
- Conclave de 1623 - participou da eleição do Papa Urbano VIII.